# Войт, Сергей Сергеевич
Сергей Сергеевич Войт (1920—1987) — советский учёный в области механики, специалист в области гидродинамики моря, линейной теории волн в жидкости. Доктор физико-математических наук, заслуженный деятель науки и техники РСФСР (1981). Лауреат Государственной премии СССР (1970).

## Биография
Родился 12 октября 1920 г. в Москве в семье служащего.
В 1938 г. поступил на мехмат МГУ.
В августе 1941 г. мобилизован в армию. Окончил эвакуированное в Бухару Подольское артиллерийское училище и в июле 1942 г. в звании младшего лейтенанта отбыл на фронт. Воевал на Воронежском, Калининском, Брянском и Центральном фронтах. Награждён орденом Красной Звезды.
В сентябре 1943 г. включен в состав штурмовой группировки из танков, артиллерии и пехоты, задачей которой были прорыв и ведение боев в тылу противника. Группировка попала в окружение и была разбита, оставшиеся в живых красноармейцы попали в плен, Войт в их числе. 16 июля 1944 г. ему удалось бежать в партизанский отряд. После проверки СМЕРШ назначен на должность командира батареи в 63 Гвардейской артиллерийской бригаде, вое¬вал на 2-м и 3-м Украинских фронтах в Венгрии, Австрии и Чехословакии. В мае 1945 г. награждён вторым орденом Красной Звезды и медалями «За взятие Вены» и «За победу над Германией».
В декабре 1945 г. демобилизован, в январе 1946 г. вернулся на 3-й курс Мехмата МГУ, который окончил в 1948 г. с отличием. С 1947 г. работал в гидродинамической лаборатории ЦАГИ им. Жуковского старшим механиком и инженером.
В октябре 1948 г. поступил в аспирантуру Мехмата МГУ на Кафедру гидродинамики, научный руководитель профессор Леонид Николаевич Сретенский. В июле 1951 г. досрочно защитил кандидатскую диссертацию «Распространение начальных возмущений в вязком газе».
Получил распределение в Морской гидрофизический институт АН СССР (МГИ), где работал в должностях младшего научного сотрудника (1951—1953), старшего научного сотрудника (1953—1961), заместителя директора по научной работе (1961—1963). Уволился из МГИ, когда тот был перебазирован в Севастополь.
С сентября 1957 года по совместительству, а с 1963 года по основной работе — доцент МФТИ, читал курс лекций по механике сплошных сред и теории волн.
В 1964 г. защитил докторскую диссертацию «Исследование по линейной теории волн в жидкости» и в следующем году избран на должность профессора. По совместительству работал старшим научным сотрудником и руководителем кабинета теории морских волн в Институте океанологии им. П. П. Ширшова АН СССР.
Автор научных статей в области теории приливов, нестационарных задач зарождения и распространения поверхностных и внутренних волн, выхода волн цунами на шельф и распространения нестационарных волн над неровным дном, отражения и дифракции волн.
В 1966 году основал в МФТИ кафедру термогидромеханики океана, и возглавлял её до последних дней жизни.
Лауреат Государственной премии СССР в области науки (1970) — за экспериментальные и теоретические исследования течения Ломоносова и системы пограничных течений тропической Атлантики (в составе авторского коллектива).
Заслуженный деятель науки и техники РСФСР (1981).
Умер 22 ноября 1987 г. Похоронен в Москве на Троекуровском кладбище, в родственной могиле.
Его сестра Елена Сергеевна Войт (27 января 1916, Российская империя — 13 сентября 1997, Москва) — советская спортсменка, мастер спорта СССР по волейболу (1938), баскетболу (1946), лёгкой атлетике (1940), заслуженный мастер спорта СССР по баскетболу (1953), кандидат технических наук (1952), доцент (1960), профессор (1990)
Сочинения:
- Исследование по линейной теории волн в жидкости : диссертация … доктора физико-математических наук : 01.00.00. — Москва, 1964. — 215 с. : ил.
- «Интегрирование уравнений приливов в одном случае неустановившегося движения», Докл. АН СССР, 144:1 (1962), 93-96.
- С. С. Войт. Что такое приливы Издательство: М:, АН СССР Год: 1956 Страниц: 114